# Gárdonyi Albert
Gárdonyi Albert, születési és 1903-ig használt nevén Grünn Albert (Eperjes, 1874. december 24. – Budapest, 1946. október 23.) főlevéltáros, történész, paleográfus, egyetemi tanár.

## Élete
Az Országos Széchényi Könyvtárban 1899-ben lett könyvtáros, 1904-től fővárosi könyvtáros, 1911-től fogva munkatársa, 1914 és 1935 között vezetője volt a Fővárosi Levéltárnak. 1913-ban a budapesti egyetem magántanárává nevezték ki, 1929-től rendkívüli tanára az egyetemnek. Kutatásai nyomán találták meg 1913-ban a magyar jakobinusok sírját.

## Családja
Szülei Grünn Dániel vasúti hivatalnok és Fallyár Anna. Felesége, Weigl Mária (1880–1969) zongoratanár a budapesti Zeneakadémián Bartók Béla évfolyamtársa volt a Liszt-tanítvány Thomán István osztályában. Gyermekeik: Gárdonyi Zoltán (1906–1986) zeneszerző, zenetudós és Csapodiné Gárdonyi Klára (1911–1993) irodalomtörténész.

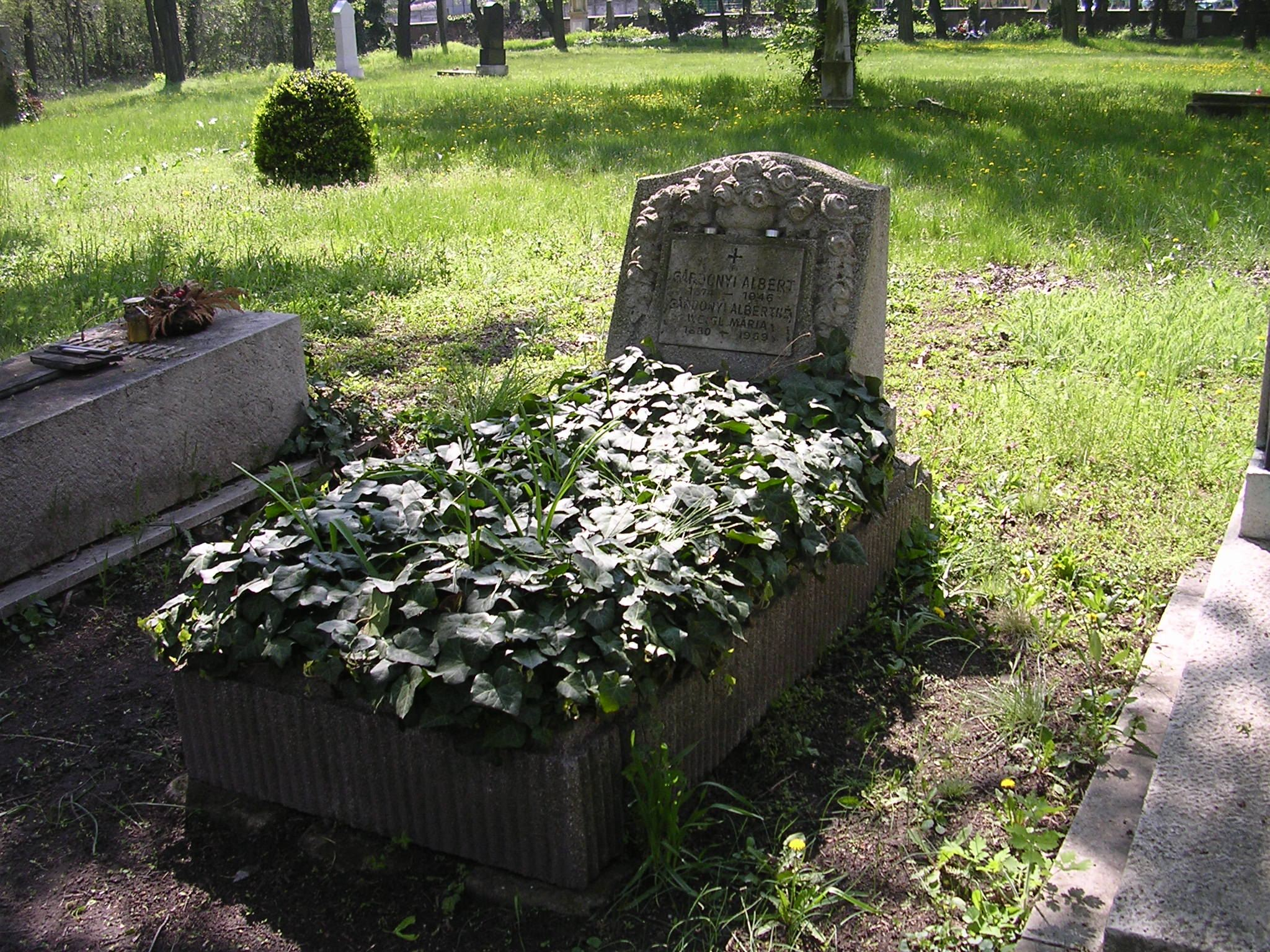
Sírja a Fiumei úti sírkertben, 2005-ben (24-1-76)

## Művei
- Széchényi Ferenc gróf éremgyűjteményének megalapítása. (Numizmatikai Közlöny, 1904)
- Abafáji Gyulay Pál. (Századok, 1906)
- I. Károly király nagypecsétei. Részben egy. doktori értek. is. (Turul, 1907)
- Felsőmagyarország kereskedelmi útjai. a középkorban. (Közgazdasági Szemle, 1908)
- Könyvtárnoknők német városi könyvtárakban. – Külön villamoskocsik nők részére. – A városok közgazdasági jelentősége. (Városi Szemle, 1908)
- Könyvtár és városigazgatás. (Városi Szemle, 1909)
- A péchújfalusi Péchy-család levéltári lajstroma. Összeáll. (Bp., 1909)
- Léghajózás Buda-Pesten száz évvel ezelőtt. (Természettudományi Közlöny, 1910)
- A telefon közgazdasági jelentőségéről. (Városi Szemle, 1910)
- Lakásportalanítás községi kezelésben. (Városi Szemle, 1911)
- Eltűnt Kossuth-érmek. (Századok, 1913)
- Budapest egyesítésének története. (Városi Szemle, 1913)
- A Balkánkérdés történeti megvilágításban. (Balkánszövetség és Magyarország. Bp., 1913)
- A Budapest főváros egyesítésére vonatkozó okmányok gyűjteménye. Összeáll. (Bp., 1913)
- A királyi titkos kancellária eredete és kialakulása Magyarországon. 1–2. (Századok, 1914)
- Javaslat a szövőipar meghonosítására a XVIII. századi Budán. (Századok, 1915)
- Buda város közigazgatása s közgazdasági viszonyai a XVII. század végén. 1–2. (Századok, 1916)
- Magyarországi könyvnyomdászat és könyvkereskedelem a XVIII. században, különös tekintettel Budára és Pestre. (Könyvtári füzetek. 2. Bp., 1917)
- A középkori latin írás rövidítési rendszere. (Fejérpataky László Emlékkönyv. Bp., 1917)
- Bezerédj István. Bodnár Istvánnal. (Magyar történeti életrajzok. 34. Bp., 1918–1920)
- A salgótarjáni széntelepek felfedezése 150 évvel ezelőtt. (Természettudományi Közlöny, 1919)
- A magyar jakobinusok története. (A magyar jakobinusok emlékezete. Bp., 1919)
- Ötven esztendő Budapest székesfőváros történetéből. 1873–1923. (Bp., 1925)
- A szabad királyi városok az 1848 előtti törvényhozásban. (Városi Szemle, 1926)
- A magyar történettudomány kezdetei. (Protestáns Szemle, 1926)
- A történelmi segédtudományok története. (Bp., 1926, A Magyar Történettudomány Kézikönyve)
- Régi pesti könyvkereskedők. 1–7. (Magyar Könyvszemle, 1926–1929; önállóan: 1930)
- Kisfaludy Sándor és az insurrectio. (Irodalomtörténeti Közlemények, 1927)
- A királyi magyar egyetemi nyomda története. 1577–1927. Iványi Bélával. A tárgyi emlékek ismertetésével kiegészítette Czakó Elemér. (Bp., 1927)
- Pest város első gyógyfürdője. – Budai középítkezések a XVII. század végén. (Historia, 1928)
- A Szent Jobb tiszteletének kezdetei Budán. – Az Erzsébet-tér keletkezése. – A budavári domonkosrendi templom pusztulása. (Pestbudai emléklapok, 1929)
- A pesti városfal. – A királyi udvar Budára költöztetési terve 1741-ben. – A budai színészet kezdetei. – A budai országházi terem múltja. (Historia, 1929)
- Pest városa és a Nemzeti Színház. – A Rókus-kórház s a régi pesti kórházak. (Városi Szemle, 1929)
- Pest város kereskedelme a XVIII. században. – Pest város jogi szakiskolája. 1756–1771. – Városszépítési törekvések Pesten, József nádor előtt. (Pestbudai emléklapok, 1930)
- Budai könyvkiadók a középkor végén. (Pestbudai emléklapok, 1931)
- Régi pesti utcaelnevezések. – Vidéki birtokosok Pesten, a XVIII. században. (Pestbudai emléklapok, 1932)
- A ferencvárosi pusztatemplom. (Tanulmányok Budapest múltjából, 1932)
- A budai hegyvidék első nyaralótelepei. (Tanulmányok Budapest múltjából, 1933)
- Buda középkori levéltáráról. (Levéltári Közlemények, 1934)
- A Krisztinaváros településtörténete. (Tanulmányok Budapest múltjából, 1934)
- Buda és Pest keresztény lakossága a török hódoltság alatt. – Buda középkori helyrajza. (Tanulmányok Budapest múltjából, 1936)
- Magyar író és könyvkiadó a XVIII. század végén. (Magyar Könyvszemle, 1937)
- A magyar Monna Vanna. Budai történet az 1541. esztendőből. (Történetírás, 1937)
- Középkori prépostságok a főváros területén. (Történetírás, 1938)
- A lőcsei nyomda veszedelme 1717-ben. – Közkönyvtári kézirathasználat a XVIII. században. (Magyar Könyvszemle, 1938)
- Pest városa a középkor alkonyán. – A budai városi tanács árulása 1541-ben. (Tanulmányok Budapest múltjából, 1939)
- A betűmetszés mesterségének magyar úttörője. (Magyar Könyvszemle, 1939)
- A polgármesteri tisztség eredete és fejlődése hazánkban. (Városi Szemle, 1939)
- A magyar könyvtárpolitika kezdetei. (Magyar Könyvszemle, 1940)
- Középkori települések Pest határában. – Széchenyi István szerepe Budapest fővárossá fejlesztésében. (Tanulmányok Budapest múltjából, 1940)
- A Pressburger Zeitung megindítása. – Karai László és Hess András Budán. (Magyar Könyvszemle, 1941)
- Buda és Pest a tatárjárás előtt. (Tallózás Budapest és környéke múltjából. Bp., 1941)
- Karai László óbudai prépost budavári háza. (Magyar Könyvszemle, 1942)
- Régi budavári házak. (Tanulmányok Budapest múltjából. 1. Bp., 1943)
- XVIII. századi nyomdáink műhelytitkairól. (Magyar Könyvszemle, 1943)
- Hazai könyvtermelésünk a Pragmatica Sanctio korában. – Hazai könyvtermelésünk a könyvkereskedés önállósítása korában. (Magyar Könyvszemle, 1944)
- Magyarország középkori fővárosa. (Századok, 1944)
- A hétszázéves Budapest. (Bp., 1944)
- A középkori Buda határai. (Budapest régiségei, 1945)
- Az óbudai káptalan magánlevéltára. – Vármegyei és városi levéltárak a XVIII. században. (Levéltári Közlemények, 1945)
- Budapest közállapotai a XVIII. század elején. (Városi Szemle, 1945)
- Óbuda és környéke a középkorban. (Budapest régiségei, 1945)
- Óbuda kísérlete a szabad királyi városi jog megszerzésére. – Városaink a török hódoltság korában. – Pest hatósági szervezetének kialakulása a Szlávy-féle statutumig. (Városi Szemle, 1946)
- A hajdani Szent János Kórház Budán. (Budapest régiségei, 1950).